# 10021 Henja
10021 Henja este un asteroid din centura principală de asteroizi.

## Descriere
10021 Henja este un asteroid din centura principală de asteroizi. A fost descoperit pe 22 august 1979 la Observatorul La Silla de Claes-Ingvar Lagerkvist. El prezintă o orbită caracterizată de o semiaxă mare de 2,35 ua, o excentricitate de 0,17 și o înclinație de 11,7° în raport cu ecliptica.